# Kritische Vierteljahresschrift für Gesetzgebung und Rechtswissenschaft
Die Kritische Vierteljahresschrift für Gesetzgebung und Rechtswissenschaft (KritV; Critical Quarterly for Legislation and Law, CritQ, Revue critique trimestrielle de jurisprudence et de législation, RCrit) ist eine juristische Fachzeitschrift, die sich mit aktuellen rechtspolitischen und rechtstheoretischen Themen befasst, insbesondere mit Fragen der europäischen Integration, aber auch der Verbesserung des Rechts in Bund und Ländern sowie dem notwendigen Ausgleich zwischen einheitlicher und differenzierter Rechtssetzung. Die gedruckte Auflage beträgt 800 Exemplare.
Die Zeitschrift erschien erstmals 1859 als Fortsetzung der Kritischen Ueberschau der deutschen Gesetzgebung und Rechtswissenschaft und der Heidelberger kritischen Zeitschrift in der Literarisch-artistischen Anstalt der Cotta’schen Buchhandlung. Sie wurde ursprünglich von Joseph Pözl in München herausgegeben unter Mitwirkung so renommierter Rechtswissenschaftler wie Carl Ludwig Arndts, Johann Caspar Bluntschli oder Heinrich Dernburg.
In den Jahren 1934, 1937, 1940, 1942 und 1943 erschien sie nicht, 1944 wurde das Erscheinen nach zwei Ausgaben eingestellt. Nach über vierzigjähriger Unterbrechung erscheint die Zeitschrift seit 1986 wieder vierteljährlich im Nomos Verlag in deutscher, englischer und französischer Sprache.
Die Herausgeber der Zeitschrift sind Professoren des Fachbereichs Rechtswissenschaft der Johann Wolfgang Goethe-Universität Frankfurt am Main sowie Richter des Bundesverfassungsgerichts.
Die Zeitschrift richtet sich an Rechtsanwälte, Richter, Staatsanwälte und Politologen.